# Oedina brevispicata
Oedina brevispicata är en tvåhjärtbladig växtart som beskrevs av R.M. Polhill & D. Wiens. Oedina brevispicata ingår i släktet Oedina och familjen Loranthaceae. Inga underarter finns listade i Catalogue of Life.